# Topobates berndhauseri
Topobates berndhauseri är en kvalsterart som först beskrevs av Sandór Mahunka 1978.  Topobates berndhauseri ingår i släktet Topobates och familjen Scheloribatidae. Inga underarter finns listade i Catalogue of Life.